# Верхний Ханчакрак
Верхний Ханчакрак — хутор в муниципальном образовании город-курорт Анапа Краснодарского края России. Входит в состав Первомайского сельского округа.

## География
Хутор находится в западной части края, фактически слился с центром сельского округа станицей Юровка.

## История
Согласно Закону Краснодарского края от 1 апреля 2004 года № 676-КЗ Верхний Ханчакрак вошёл в состав образованного муниципального образования город-курорт Анапа.

## Население
| 2002 | 2010 |
| ---- | ---- |
| 300  | ↗301 |

Национальный состав
Согласно результатам переписи 2002 года, в национальной структуре населения русские составляли 87 % от 300 жителей.

## Инфраструктура
Социальные объекты в населённом пункте отсутствуют. В станице Юровка функционируют основная школа, детский сад, дом культуры и отделение Почты России.

## Транспорт
Доступен автомобильный и железнодорожный транспорт.
Остановки общественного транспорта «Верхний Ханчакрак», «Ферма».
Ближайшая железнодорожная станция — Юровский, находится в станице Юровка.